# 索克斯
索克斯（法語：Socx，法語發音：[sɔks]）是法国上法蘭西大區北部省的一个市镇，属于敦刻尔克区。

## 地理
索克斯（50°56'7"N, 2°25'28"E）面积8 平方千米，位于法国上法蘭西大區北部省，该省份为法国最北部的省份及最长的省份，西北濒北海，西接加来海峡省，南至埃纳省和索姆省，东与比利时接壤。
与索克斯接壤的市镇（或旧市镇、城区）包括：贝尔格、比瑟泽勒、比耶尔讷、克罗克特、埃斯凯尔贝克、夸迪普尔、斯泰讷、沃尔穆特。

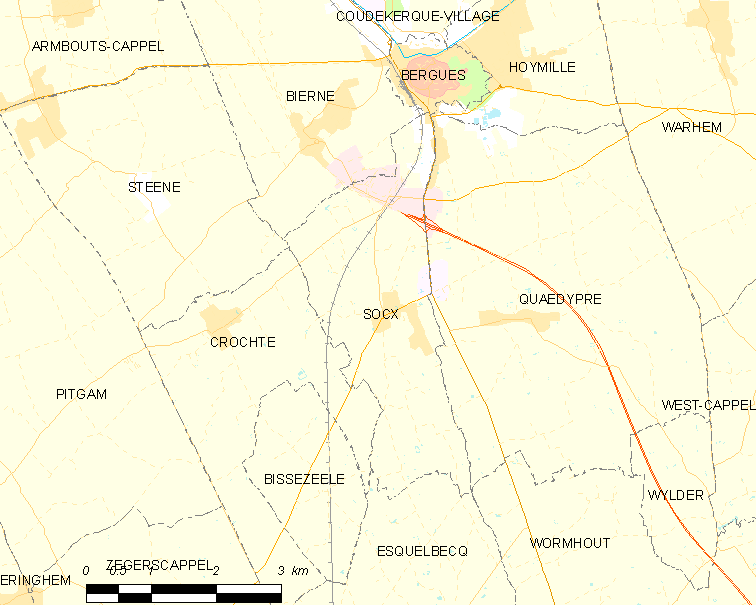
索克斯的OSM定位图

索克斯的时区为UTC+01:00、UTC+02:00（夏令时）。

## 行政
索克斯的邮政编码为59380，INSEE市镇编码为59570。

## 政治
索克斯所属的省级选区为沃尔穆特县。

## 人口

1962-2008年间索克斯人口变化图示

索克斯于2022年1月1日时的人口数量为873人。